# Epichlorops aquilonius
Epichlorops aquilonius är en tvåvingeart som beskrevs av Wheeler 1994. Epichlorops aquilonius ingår i släktet Epichlorops och familjen fritflugor.
Artens utbredningsområde är Northwest Territories, Kanada. Inga underarter finns listade i Catalogue of Life.